# Rundgang (Kunstakademie Düsseldorf)

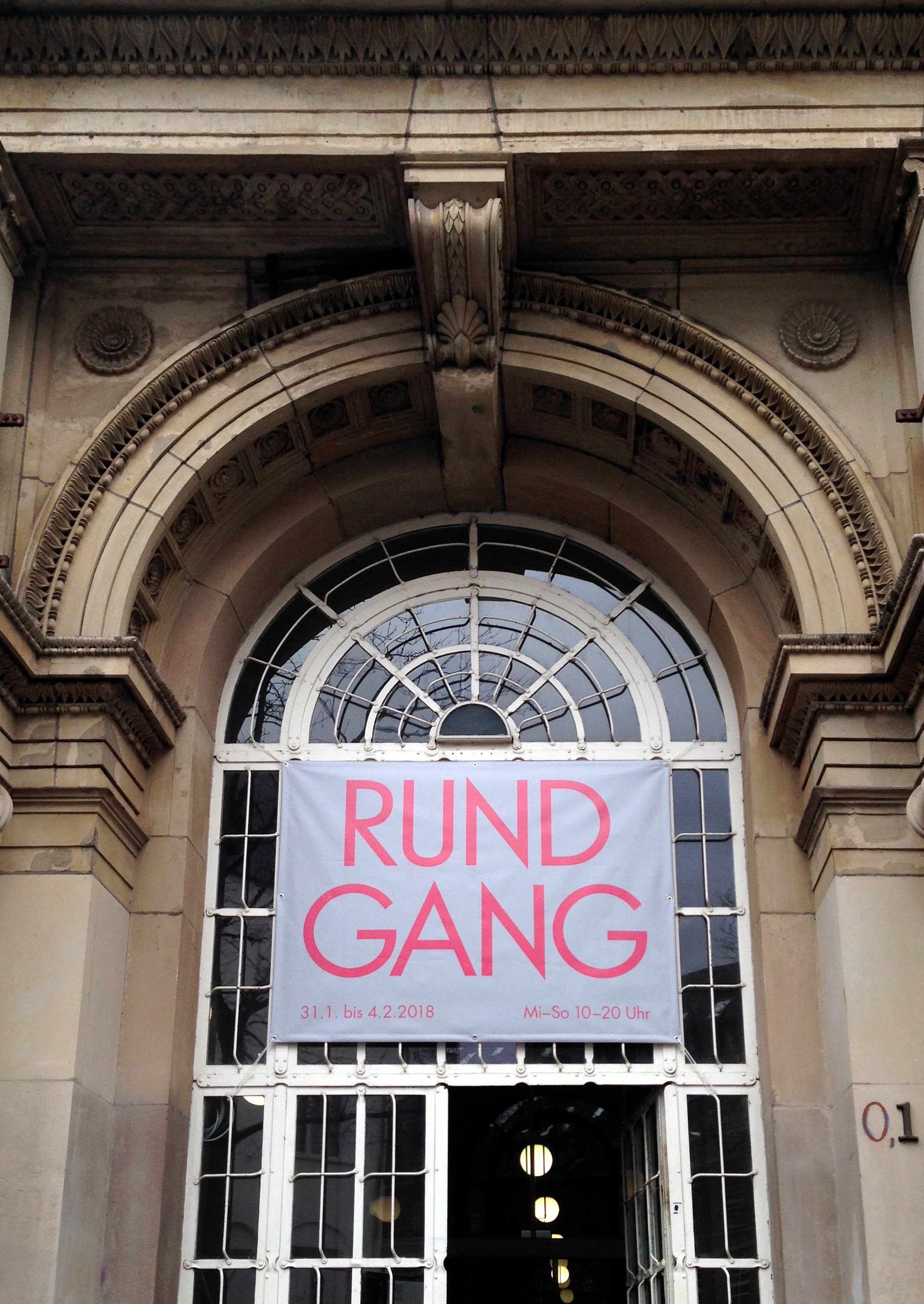
Rundgang-Plakat am Haupteingang, 2018

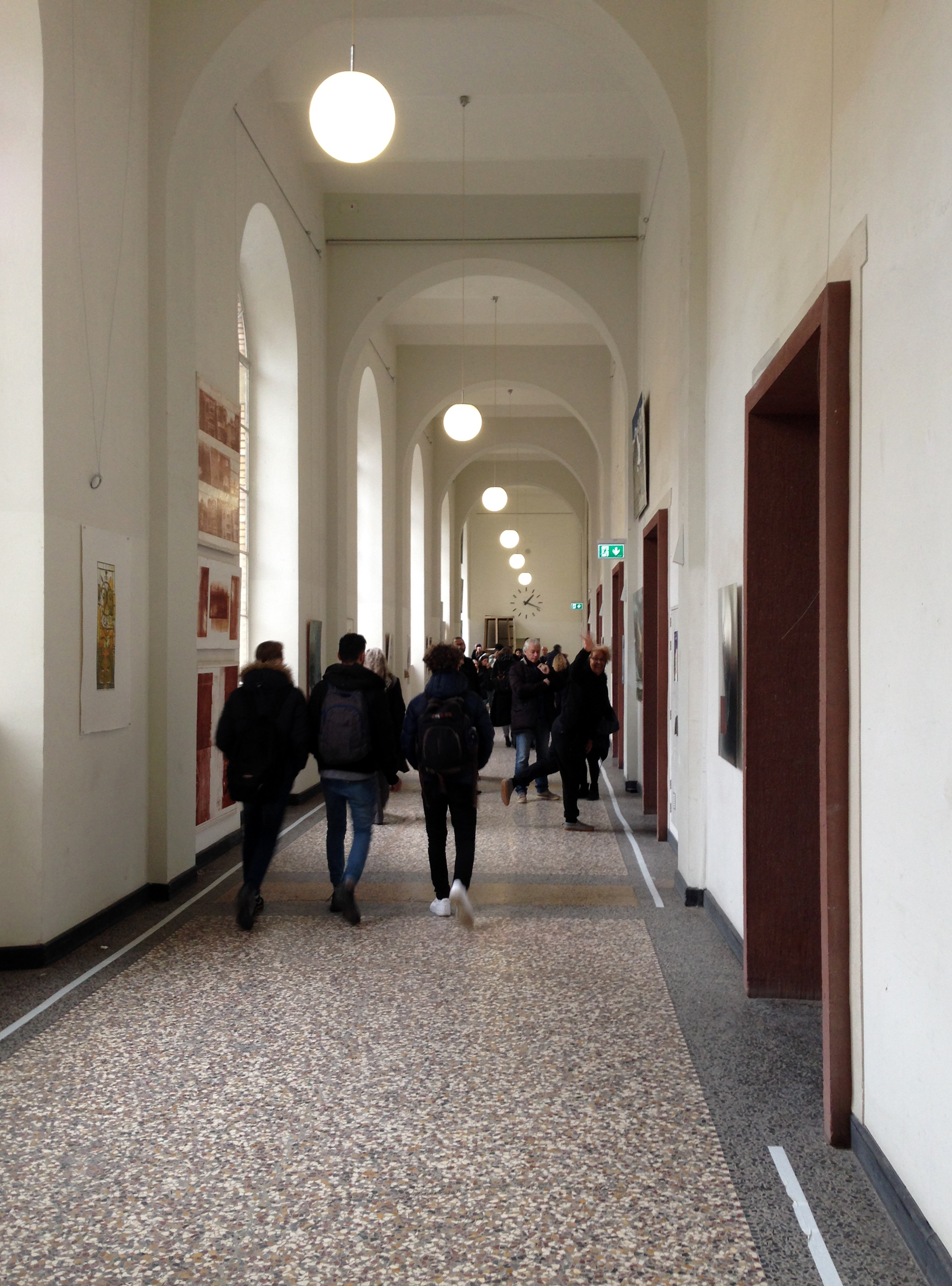
Besucher beim Rundgang, 2018

Der Rundgang, seltener Akademie-Rundgang, ist eine alljährliche mehrtägige Kunstausstellung der Kunstakademie Düsseldorf, bei der Akademie-Studenten ihre Semester-Arbeiten im Hauptgebäude der Akademie öffentlich zeigen. Offiziell eingeführt wurde der Brauch der öffentlichen Ausstellung in den 1970er Jahren unter Norbert Kricke, nachdem es schon zuvor nicht-öffentliche Rundgänge gegeben hatte. Den Anstoß zur Durchführung öffentlicher Ausstellungen hatten die Präsentationen gegeben, die die Klasse von Klaus Rinke, welche 1974 ein Ausweichquartier in der Düsseldorfer Karl-Anton-Straße bezogen hatte, seither im Hauptgebäude der Akademie veranstaltete. Den Rundgang besuchen zum Abschluss eines jeden Wintersemesters – gewöhnlich im Februar –  mehrere Zehntausend Kunstinteressierte, darunter auch viele Galeristen und Privatsammler. Im Jahr 2014 begann die Kunstakademie, zur Ausstellung der Sommerabsolventen zusätzlich zu einem öffentlichen „Sommerrundgang“ einzuladen.